# Furtună (film din 1928)
Furtună (titlul original: în engleză Tempest) este un film american mut din 1928, regizat de Sam Taylor împreună cu Lewis Milestone și Viktor Turjanski. V. Nemirovich-Dantchenko a scris scenariul și William Cameron Menzies a câștigat un premiu Oscar pentru cele mai bune decoruri în 1929, primul an al ceremoniei de premiere. John Barrymore și Camilla Horn și Louis Wolheim au avut rolurile principale.

## Rezumat
Acțiunea are loc în ultimele zile ale Rusiei țariste și se învârte în jurul unui țăran care se ridică printre rândurile armatei rusești devenind locotenent. Viața sa este îngreunată din ce în ce mai mult de aristocrații și ofițerii din jurul său, care au resentimente împotriva lui din cauza progresul său. Avansurile sale sunt respinse de o prințesă de care se îndrăgostește și, după ce este prins în camera ei, este trimis la închisoare. Acolo este deposedat de rangul său, dar la scurt timp după începerea războiului civil rus și ca urmare a Terorii Roșii, șansele revin de partea lui.

## Distribuție
- John Barrymore – sergentul Ivan Markov
- Camilla Horn – prințesa Tamara
- Louis Wolheim – sergentul Bulba
- Boris de Fast – comisarul
- George Fawcett – generalul
- Ullrich Haupt – căpitanul
- Michael Visaroff – garda